# پری‌الیکایی کمبل
پری‌الیکایی کمبل (نام علمی: Chenorhamphus campbelli) نام یک گونه از تیره پری‌الیکاییان است.